# Шестая семья
Книга Шестая семья рассказывает о преступной мафиозной семье (организации), итальяно-канадской преступной группы, которая поднялась до уровня пяти самых сильных итальяно-американских мафиозных семей, с которыми соперничала и взаимодействовала одновременно. Книга состоит из 42-х глав. Книгу издали: журналист и автор бестселлеров -  Ли Ламозе, и журналист - Эйдриан Хамфрис.

## Содержание книги
В книге описано историю возникновения клана Риззуто, его союзов, которые он создал во всем мире, и кровавых событий связанных с рэкетом и коррупцией. Автор заостряет внимание на том, что в Соединенных Штатах, Италии и Канаде понятия о природе власти в мафии были под сомнением. Описывается, как Вито Риззуто стал одним из членов мировой преступности. Авторы рассказывают об агрессивной, но проигравшей битве Риззуто и о Нью-Йоркском судебном процессе. Описана экстрадиция Риззутто, полицейская операция «Колизей» в Квебеке, в результате которого 80 подозреваемых членов преступной и финансовой сети Шестой семьи пытались покинуть мафию. В конце описывается, как закончилась эпоха клана Риззуто.

## Структура книги
- Вито Ризутто
- Семья Бонанно
- Мафия в Соединенных Штатах. События.
- Мафия в Канаде. События.
- Героиновая промышленность в США.
- Наркоторговля в США.
- Мафия в штате Нью-Йорк. События Нью-Йорка.
- Мафия в Квебеке. Монреальские события.

## Цитаты с книги
Показание свидетеля Сальваторе Витале, по прозвощу «Счасливчик Сал», предшествующий босс семейства мафиозного семейства Бонанно (Соединенные Штаты, Здание суда, Бруклин, Нью-Йорк, 28 июня 2004 года):
```
   А: -Сколько семей организованной преступности находится в Нью-Йорке?
   Б: -Пять.
   А: -Каковы имена пяти семей Нью-Йорка?
   Б: -Луккезе, Гамбино, Коломбо и Дженовезе.
   А: -А что такое пятая семья?
   Б: -Мы, семья Бонанно.
```

Ведущий антимафиозный следователь, карабиньер итальянской федеральной полиция (2006 год):
```
  «В течение последних 25 лет Монреаль был ключом, который открывает вход в Америку. Тот, кто держит этот ключ, становится вершиной....Семья Риззуто смогла организовать доставку между мафиями Европы и мафией Америки. Богатство было обещано всем»
```